# جودی دنچ
بانو (دِیم) جودیت اولیویا دِنچ (انگلیسی: Dame Judith Olivia Dench؛ زادهٔ ۹ دسامبر ۱۹۳۴) بازیگر انگلیسی است. او را یکی از برترین بازیگران زن در بریتانیا دانسته‌اند، که بابت نقش‌های همه‌جانبه‌اش در فیلم‌ها و مجموعه‌های تلویزیونی با ژانرهای گوناگون، و همچنین بابت نقش‌های متعددش در تئاتر مورد توجه قرار گرفته است. دنچ در طول شش دهه فعالیت افتخارات مختلفی از جمله یک جایزهٔ اسکار، یک جایزهٔ تونی، دو جایزهٔ گلدن گلوب و شش جایزهٔ فیلم بفتا کسب کرده است.
دنچ فعالیت حرفه‌ای خود را در سال ۱۹۵۷ با کمپانی اولد ویک آغاز کرد. در چند سال بعد، او در چندین نمایشنامه از شکسپیر، در نقش‌هایی چون اوفلیا در هملت، ژولیت در رومئو و ژولیت و لیدی مکبث در مکبث به روی صحنه رفت. اگرچه اغلب کارهای دنچ در این دوره در تئاتر بود، اما او به آثار سینمایی نیز روی آورد و جایزهٔ بفتا به‌عنوان امیدوارکننده‌ترین بازیگر تازه‌وارد را دریافت کرد. او در سال ۱۹۶۸، برای بازی در نقش اصلی سالی بولز در موزیکال کاباره، نظرات بسیار خوبی دریافت کرد.
در طی دو دهه بعد، دنچ خود را به‌عنوان یکی از برجسته‌ترین بازیگران تئاتر در بریتانیا مطرح کرد و در تئاتر ملی سلطنتی و رویال شکسپیر کامپنی مشغول به فعالیت بود. او در آن زمان برای حضورش در تلویزیون، که شامل نقش‌های اصلی مجموعه‌های عاشقانه‌ای خوب (۱۹۸۱–۱۹۸۴) و با گذشت زمان (۱۹۹۲–۲۰۰۵) می‌شد، مورد تحسین منتقدان قرار گرفت. او به ندرت در فیلم‌ها ظاهر می‌شد و نقش‌های مکمل فیلم‌های برجسته‌ای مانند اتاقی با یک چشم‌انداز (۱۹۸۵) را بر عهده داشت. او برای بازی در نقش اِم در فیلم جاسوسی گولدن‌آی (۱۹۹۵) به شهرت بین‌المللی دست یافت. او این نقش را در هشت فیلم جیمز باند ایفا کرد که برجسته‌ترین آن‌ها در اسکای‌فال (۲۰۱۲) بود و با حضور کوتاهی در اسپکتر (۲۰۱۵) به پایان رسید.
دنچ برای به تصویر کشیدن الیزابت یکم در درام عاشقانهٔ شکسپیر عاشق (۱۹۹۸) برندهٔ جایزهٔ اسکار بهترین بازیگر نقش مکمل زن شد. او برای فیلم‌های خانم براون (۱۹۹۷)، شکلات (۲۰۰۰)، آیریس (۲۰۰۱)، خانم هندرسون تقدیم می‌کند (۲۰۰۵)، یادداشت‌هایی بر یک رسوایی (۲۰۰۶)، فیلومنا (۲۰۱۳) و بلفاست (۲۰۲۱) نیز نامزد دریافت جایزهٔ اسکار شد. او دریافت‌کنندهٔ چندین جایزهٔ افتخاری از جمله بفتا فلوشیپ بوده است.

## زندگی
جودی دنچ فعالیت هنری خود را از سال ۱۹۵۷ میلادی، با بازی در نقش اوفلیا در نمایش‌نامه هَملِت آغاز کرد و از آن پس در ده‌ها نمایشنامه درام و موزیکال معتبر بازی کرد. جودی دنچ نخستین بار در سال ۱۹۶۴ میلادی، در یک فیلم سینمایی ظاهر شد و با بازی در فیلم‌هایی چون هنری پنجم، شکسپیر عاشق، شکلات، آیریس و چند فیلم از مجموعه جیمز باند در نقش «M» شهرتی جهانی پیدا کرد. او همچنین در فیلم غرور و تعصب بازی کرده است.
جودی دنچ در سال ۱۹۷۱ میلادی، با مایکل ویلیامز ازدواج کرد. حاصل ازدواج‌شان یک دختر به نام فینتی است. همسرش در سال ۲۰۰۱ میلادی، بر اثر ابتلا به سرطان ریه و در سن ۶۵ سالگی درگذشت.
او در فیلم جک و سارا نیز بازی کرده است. از دیگر فیلم‌های وی می‌توان به خانه دوشیزه پرگرین و چرخ‌وفلک جادویی اشاره کرد.

## فیلم‌شناسی

### فیلم
| سال  | عنوان                                        | نقش                      | توضیحات      |
| ---- | -------------------------------------------- | ------------------------ | ------------ |
| ۱۹۷۴ | یقین کامل                                    | لورا دیویدسون            |              |
| ۱۹۸۵ | وتربی                                        | مارسیا پیلبورو           |              |
| ۱۹۸۵ | اتاقی با یک چشم‌انداز                         | النور لویش               |              |
| ۱۹۸۷ | تقاطع خیابان ۸۴ چرینگ کراس                   | نورا دوئل                |              |
| ۱۹۸۹ | هنری پنجم                                    | خانم کویکلی              |              |
| ۱۹۹۵ | جک و سارا                                    | مارگارت                  |              |
| ۱۹۹۵ | گولدن‌آی                                      | ام                       |              |
| ۱۹۹۶ | هملت                                         | هکابه                    |              |
| ۱۹۹۷ | خانم براون                                   | ملکه ویکتوریا            |              |
| ۱۹۹۷ | فردا هرگز نمی‌میرد                            | ام                       |              |
| ۱۹۹۸ | شکسپیر عاشق                                  | الیزابت یکم              |              |
| ۱۹۹۹ | چای با موسولینی                              | آرابلا                   |              |
| ۱۹۹۹ | دنیا کافی نیست                               | ام                       |              |
| ۲۰۰۰ | در آغوش غریبه‌ها: داستان‌هایی از انتقال کودکان | گوینده                   | مستند        |
| ۲۰۰۰ | شکلات                                        | آرمانده وویزین           |              |
| ۲۰۰۱ | آیریس                                        | آیریس مرداک              |              |
| ۲۰۰۲ | اهمیت جدی بودن                               | لیدی براکنل              |              |
| ۲۰۰۲ | روزی دیگر بمیر                               | ام                       |              |
| ۲۰۰۴ | خانه‌ای در مزرعه                              | خانم کالووی              | صداپیشه      |
| ۲۰۰۵ | غرور و تعصب                                  | کاترین دوبورگ            |              |
| ۲۰۰۵ | خانم هندرسون تقدیم می‌کند                     | لورا هندرسون             |              |
| ۲۰۰۵ | چرخ‌وفلک جادویی                               |                          |              |
| ۲۰۰۶ | کازینو رویال                                 | ام                       |              |
| ۲۰۰۶ | یادداشت‌هایی بر یک رسوایی                     | باربارا کووت             |              |
| ۲۰۰۸ | ذره‌ای آرامش                                  | ام                       |              |
| ۲۰۰۹ | خشم                                          | مونا کارول               |              |
| ۲۰۰۹ | نه                                           | لیلی                     |              |
| ۲۰۱۱ | جین ایر                                      | خانم فیرفکس              |              |
| ۲۰۱۱ | دزدان دریایی کارائیب: سوار بر امواج ناشناخته | بانوی طبقهٔ ممتاز         | حضور افتخاری |
| ۲۰۱۱ | هفته‌ای که با مریلین گذراندم                  | سیبل تورندایک            |              |
| ۲۰۱۱ | درخواست دوستی در حال بررسی                   | مری                      | کوتاه        |
| ۲۰۱۱ | جی. ادگار                                    | آنی هوور                 |              |
| ۲۰۱۲ | بهترین هتل عجیب مریگولد                      | ایولین گرینسلید          |              |
| ۲۰۱۲ | اسکای‌فال                                     | ام                       |              |
| ۲۰۱۳ | فیلومنا                                      | فیلومن لی                |              |
| ۲۰۱۵ | دومین هتل فوق‌العاده شگفت‌انگیز ماریگولد       | ایولین گرینسلید          |              |
| ۲۰۱۵ | اسپکتر                                       | ام                       | حضور افتخاری |
| ۲۰۱۶ | خانه دوشیزه پرگرین برای بچه‌های عجیب          | خانم اسمرالدا آووست      |              |
| ۲۰۱۷ | تب لاله                                      | ابیس                     |              |
| ۲۰۱۷ | ویکتوریا و عبدل                              | ملکه ویکتوریا            |              |
| ۲۰۱۷ | قتل در قطار سریع‌السیر شرق                    | پرنسس ناتالیا دراگومیروف |              |
| ۲۰۱۸ | رد جون                                       | جوآن استنلی              |              |
| ۲۰۱۸ | همه‌اش درست است                               | ان هتوی                  |              |
| ۲۰۱۹ | گربه‌ها                                       | Old Deuteronomy          |              |
| ۲۰۲۰ | آرتمیس فاول                                  | فرمانده جولیوس روت       |              |
| ۲۰۲۰ | روح ملایم                                    | مادام آرکاتی             |              |
| ۲۰۲۰ | شش دقیقه مانده تا نیمه‌شب                     | میس راکو                 |              |
| ۲۰۲۱ | توی باغ نبودن                                | دایانا                   |              |
| ۲۰۲۱ | بلفاست                                       | مادر بزرگ                |              |
| ۲۰۲۲ | Allelujah                                    | مری                      |              |

## بخشی از جوایز و افتخارات
وی در سال ۱۹۹۸ میلادی، از سوی الیزابت دوم، ملکه بریتانیا نشان سلطنتی گرفت و ملقب به لقب دِیم شد که معادل لقب «سِر» برای زنان است.
جودی دِنچ در سال ۱۹۹۸ میلادی، برای بازی در نقش الیزابت اول در فیلم شکسپیر عاشق، برنده جایزه اسکار بهترین بازیگر نقش مکمل زن شد. او هم‌چنین در سال ۲۰۰۸ میلادی، برای «یک عمر فعالیت هنری» برنده جایزهٔ فیلم اروپا شد.
- برنده بفتای بهترین بازیگر نقش اول زن برای فیلم خانم براون در سال ۱۹۹۷
- برنده بفتای بهترین بازیگر مکمل زن برای فیلم شکسپیر عاشق در سال ۱۹۹۸
- کاندیدای بفتای بهترین بازیگر مکمل زن برای فیلم شکلات در سال ۲۰۰۰
- برنده بفتای بهترین بازیگر نقش اول زن برای فیلم آیریس در سال ۲۰۰۱
- کاندیدای بفتای بهترین بازیگر مکمل زن برای فیلم The Shipping News در سال ۲۰۰۱
- کاندیدای بفتای بهترین بازیگر نقش اول زن برای فیلم خانم هندرسون تقدیم می‌کند در سال ۲۰۰۵